# Angus Gardner
Angus Gardner (24 d'agost de 1984) és un àrbitre professional de rugbi, representant de la Federació Australiana de Rugbi. Gardner, és, també un dels àrbitres que arbitren en el Super Rugby des de 2012.
Gardner fou designat membre del cos d'àrbitres encarregats de xiular els Campionat del món junior de Rugbi de 2012 i 2014, i fou l'encarregat de la semifinal de 2014. El seu debut SANZAR al SuperRugby fou a la temporada 2014. L'any 2015, fou designat com a membre del cos d'àrbitre de la Copa del Món de Rugbi de 2015, com a àrbitre auxiliar.